# ماركوس سبايزر
ماركوس سبايزر (بالألمانية: Markus Speiser)‏ هو لاعب كرة قدم نمساوي في مركز الدفاع، ولد في 5 مارس 1985. لعب مع فيرست فيينا ونادي سانت بولتن.

## وصلات خارجية
- ماركوس سبايزر على موقع قاعدة بيانات كرة القدم.إي يو (الإنجليزية)
- ماركوس سبايزر على موقع Soccerway.com (الإنجليزية)